# Oecetis pratelia
Oecetis pratelia är en nattsländeart som beskrevs av Donald G. Denning 1948. Oecetis pratelia ingår i släktet Oecetis och familjen långhornssländor. Inga underarter finns listade i Catalogue of Life.